# Comisión Nacional de Energía Atómica
La Comisión Nacional de Energía Atómica (CNEA) es el organismo gubernamental del Estado argentino a cargo de la investigación y el desarrollo de la energía nuclear.
El organismo fue creado en mayo de 1950 con la misión de desarrollar y controlar el uso de la energía nuclear con fines pacíficos en el país. Las instalaciones de la CNEA se localizan en el Centro Atómico Bariloche (en San Carlos de Bariloche), Centro Atómico Constituyentes (en provincia de Buenos Aires), y el Centro Atómico Ezeiza (en Ezeiza, provincia de Buenos Aires).

## Historia
La Comisión Nacional de Energía Atómica fue creada el 31 de mayo de 1950, durante el Gobierno de Juan Domingo Perón, mediante el decreto n.º 10 936/50, con el objetivo de estudiar y desarrollar aplicaciones vinculadas con la utilización pacífica de la energía nuclear.
Desde sus comienzos la CNEA puso énfasis en la formación profesional en las ciencias y tecnologías asociadas, la creación de laboratorios y en todas las actividades relacionadas con la radioquímica, la metalurgia nuclear y la minería del uranio.
La CNEA llevó adelante la construcción y operación de reactores de investigación y sus combustibles, la producción de radioisótopos y el empleo de las radiaciones ionizantes para diagnóstico y tratamiento médico. Además, con solo dos centrales nucleoeléctricas, el país llegó a producir el 8 % de la energía eléctrica, y el dominio del ciclo de combustible.
Argentina es líder en la región en la producción de radioisótopos. La CNEA produce molibdeno-99, y exporta radioisótopos como el iodo-131 y el cobalto 60, necesarios para el tratamiento de ciertos tipos de cáncer.
Las actividades de la CNEA se desarrollan dentro de un marco legal definido por el Decreto-ley n.º 22 498/56,, ratificado por la Ley n.º 14.467, y la Ley Nacional de la Actividad Nuclear, promulgada en abril de 1997, con su Decreto Reglamentario n.º 1.390/98. Esta legislación la dota de plena capacidad para actuar pública y privadamente en los órdenes científico, técnico, industrial, comercial, administrativo y financiero.
Además, la CNEA es responsable de la aplicación de la Ley Régimen de Gestión de Residuos Radiactivos (Ley N.º 25 018), y de la Convención (Internacional) Conjunta sobre la Seguridad en la Gestión de los Combustibles Gastados y la Seguridad en la Gestión de los Residuos Radiactivos, refrendada por la Ley n.º 25.279, promulgada en julio del 2000.

## Misiones y funciones
La Ley n.º 24 804 fija la misión y facultades de la Comisión Nacional de Energía Atómica. Establece que en materia nuclear “el Estado Nacional fijará la política y ejercerá las funciones de investigación y desarrollo, regulación y fiscalización, a través de la Comisión Nacional de Energía Atómica y de la Autoridad Regulatoria Nuclear”.

Artículo 1: [...] “En la ejecución de la política nuclear se observarán estrictamente las obligaciones asumidas por la República Argentina en virtud del Tratado para la Proscripción de las Armas Nucleares en la América Latina y el Caribe (Tratado de Tlatelolco); el Tratado de no Proliferación de Armas Nucleares; el Acuerdo entre la República Argentina, la República Federativa del Brasil, la Agencia Brasileño-Argentina de Contabilidad y Control de Materiales Nucleares, y el Organismo Internacional de Energía Atómica para la Aplicación de Salvaguardias, así como también los compromisos asumidos en virtud de la pertenencia al Grupo de Países Proveedores Nucleares y el Régimen Nacional de Control de Exportaciones Sensitivas (Decreto 603/92)”.

Las principales funciones de CNEA, son:
- Asesorar al Poder Ejecutivo en tema de política nuclear;
- Promover la formación de recursos humanos para el desarrollo de ciencia y tecnología en materia nuclear;
- Propender a la transferencia de tecnologías;
- Gestionar los residuos radiactivos;
- Establecer la forma de retiro de servicio de centrales nucleoeléctricas e instalaciones radiactivas de relevancia;
- Proveer servicios a las centrales de generación nucleoeléctrica u otra instalación nuclear;
- Ejercer la propiedad estatal de los materiales radiactivos fusionables especiales;
- Desarrollar y operar reactores nucleares experimentales;
- Desarrollar aplicaciones de radioisótopos y radiaciones en biología, medicina e industria;
- Efectuar la prospección de minerales de uso nuclear, sin que ello implique excluir al sector privado en tal actividad;
- Implementar programas de investigación básica y aplicada en las ciencias de la tecnología nuclear;
- Establecer programas de cooperación con terceros países e instituciones extranjeras en temas de tecnología nuclear;

## Nómina de Presidentes
| N.º | Presidente                                    | Partido | Partido              | Periodo                                        | Presidente                                                                                     |
| --- | --------------------------------------------- | ------- | -------------------- | ---------------------------------------------- | ---------------------------------------------------------------------------------------------- |
| 1   | Enrique P. González (como secretario general) |         | Militar              | 2 de agosto de 1950 - 1952                     | Juan Domingo Perón                                                                             |
| 2   | Pedro Iraolagoitia (como secretario general)  |         | Militar              | 8 de abril de 1952 - 6 de octubre de 1955      | Juan Domingo Perón                                                                             |
| 3   | Oscar Armando Quihillalt                      |         | Militar              | 6 de octubre de 1955 - 9 de junio de 1958      | Eduardo Lonardi Pedro Eugenio Aramburu Arturo Frondizi                                         |
| 4   | Helio López                                   |         | Militar              | 9 de junio de 1958 - 10 de mayo de 1960        | Arturo Frondizi                                                                                |
| 5   | Oscar Armando Quihillalt                      |         | Militar              | 12 de mayo de 1960 - 25 de mayo de 1973        | José María Guido Arturo Illia Juan Carlos Onganía Roberto Marcelo Levingston Alejandro Lanusse |
| 6   | Pedro Iraolagoitia                            |         | Militar              | 25 de mayo de 1973 - 24 de marzo de 1976       | Héctor José Cámpora Raúl Alberto Lastiri Juan Domingo Perón María Estela Martínez de Perón     |
| 7   | Carlos Castro Madero                          |         | Militar              | 29 de marzo de 1976 - 1 de diciembre de 1983   | Jorge Rafael Videla Roberto Viola Leopoldo Fortunato Galtieri Reynaldo Bignone                 |
| -   | Renato Radicella (interino)                   |         | Independiente        | 1 de diciembre de 1983 - 17 de enero de 1984   | Jorge Rafael Videla Roberto Viola Leopoldo Fortunato Galtieri Reynaldo Bignone                 |
| 8   | Alberto Costantini                            |         | Independiente        | 17 de enero de 1984 - 13 de mayo de 1987       | Raúl Alfonsín                                                                                  |
| 9   | Emma Pérez Ferreira                           |         | Independiente        | 13 de mayo de 1987 - 7 de julio de 1989        | Raúl Alfonsín                                                                                  |
| 10  | Manuel Mondino                                |         | Independiente        | 8 de julio de 1989 - 30 de agosto de 1994      | Carlos Menem                                                                                   |
| 11  | Guillermo Joaquín Padin Zabal                 |         | Independiente        | 30 de agosto de 1994 - 9 de octubre de 1998    | Carlos Menem                                                                                   |
| 12  | Dan Jacobo Beninson                           |         | Independiente        | 9 de octubre de 1998 - 9 de diciembre de 1999  | Carlos Menem                                                                                   |
| 13  | Aldo Ferrer                                   |         | Unión Cívica Radical | 21 de diciembre de 1999 - 23 de agosto de 2001 | Fernando de la Rúa                                                                             |
| 14  | Jorge Edgardo Lapeña                          |         | Unión Cívica Radical | 23 de agosto de 2001 - 27 de diciembre de 2002 | Fernando de la Rúa                                                                             |
| 15  | José Abriata                                  |         | Independiente        | 3 de enero de 2003 - 10 de diciembre de 2007   | Eduardo Duhalde Néstor Kirchner                                                                |
| 16  | Norma Boero                                   |         | Independiente        | 15 de enero de 2008 - 7 de septiembre de 2016  | Cristina Fernández de Kirchner Mauricio Macri                                                  |
| 17  | Osvaldo Calzetta                              |         | Independiente        | 8 de septiembre de 2016 - 4 de junio de 2021   | Mauricio Macri Alberto Fernández                                                               |
| 18  | Adriana Cristina Serquis                      |         | Independiente        | 4 de junio de 2021 - 6 de mayo de 2024         | Alberto Fernández Javier Milei                                                                 |
| 19  | Germán Guido Lavalle                          |         | Independiente        | 6 de mayo de 2024 - en el cargo                | Javier Milei                                                                                   |

## Actividades científico tecnológicas
La CNEA realiza actividades relacionadas con el estudio, desarrollo y aplicaciones de la energía nuclear, con fines pacíficos. Los temas abarcan la prospección y extracción de uranio, soporte tecnológico a las centrales nucleares, operación de reactores de investigación y el desarrollo de aplicaciones con tecnología propia.

### Centrales y reactores
Mediante la fisión controlada del uranio se produce energía limpia y segura. Esta fisión también es fuente de desarrollos de investigación para la salud, el agro y la industria.
Los reactores nucleares son instalaciones donde se libera energía en forma de calor y radiación. En el caso de las centrales de potencia, este calor provocado por la fisión se utiliza para producir electricidad. En cambio, en los reactores de investigación, lo que se usa es la radiación para producir isótopos que luego son utilizados para la medicina nuclear, el agro y la industria; y utilizando los neutrones provenientes de la fisión se investigan propiedades de los materiales.

#### Reactores de investigación
En estos reactores se producen radioisótopos que luego son utilizados en medicina, agro e industria, pero además se realizan distintos tipos de ensayos.
En la actualidad la CNEA gestiona los siguientes reactores de investigación y producción de radioisótopos:
- RA-0 Se encuentra ubicado en la Universidad Nacional de Córdoba, y su función es la de formar nuevos técnicos y profesionales en el área de la energía nuclear.[14]

- RA-1 Está ubicado en el Centro Atómico Constituyentes, y fue construido íntegramente en el país, lo que lo convirtió en el primer reactor operativo de toda Latinoamérica.[15]

- RA-3 Está en el Centro Atómico Ezeiza, y allí se produce alrededor del 4% del Molibdeno-99 que se consume en el mundo. Este es uno de los radioisótopos más utilizados en medicina nuclear.[16]

- RA-4 Reactor operable ubicado en la Universidad Nacional de Rosario, cuya potencia es de 1W y su función es brindar servicios a terceros. También se utiliza con fines educativos y de investigación.[17]

- RA-6 Conocido como el “reactor escuela” para los estudiantes del Instituto Balseiro, el RA-6 está ubicado en el Centro Atómico Bariloche, y cumple un rol estratégico para impulsar al país como exportador nuclear.[18]

- RA-8 Su objetivo fue validar el diseño de los elementos combustibles y el diseño del núcleo a escala real del reactor CAREM. Está ubicado en el Centro Tecnológico Pilcaniyeu.[19]

- RA-10 En construcción. El RA-10 permitirá ampliar la capacidad de producción de radioisótopos potenciando su exportación. Además poseerá diversas instalaciones para realizar investigaciones de materiales mediante métodos de difracción y espectrometría con haces de neutrones.[20]

#### Centrales nucleoeléctricas
- La CNEA realizó las gestiones para la compra y seguimiento de la construcción de las centrales nucleares   Atucha I y Embalse. CNEA también fue responsable de su operación desde que fueron puestas en marcha hasta 1994 en que mediante el decreto N.º 1540 la propiedad de las centrales y la responsabilidad por su operación fueron transferidas a la empresa estatal Nucleoeléctrica Argentina S.A.[21] Este decreto también asignó a CNEA la tarea de brindar soporte tecnológico y servicios especiales en la materia a NASA para las centrales nucleoléctricas argentinas.

- Para la Central nuclear Embalse CNEA participa en el programa de Extensión de Vida, mediante el desarrollo de la tecnología de fabricación de los tubos de presión, certificada por Candu Energy (Canadá) y ASME.[22] Asimismo el Laboratorio de Ensayos de Alta Presión de CNEA, realizó pruebas de temperatura y presión sobre restrictores de flujo, y sobre algunos componentes del circuito primario.

- Proyecto CAREM: El proyecto CAREM 25 tiene por objetivo poner en operación la primera central nuclear de baja y mediana potencia diseñada y construida en Argentina, y perfila al país como uno de los líderes mundiales en este segmento de reactores.[23] Actualmente, la empresa Techint construye el edificio junto con Conuar (liner de contención metálico) y la empresa INVAP provee e instala todos los sistemas del reactor.

### Otras aplicaciones de la energía nuclear
La CNEA lleva a cabo actividades relacionadas con la medicina nuclear, los usos industriales y la investigación con aplicaciones pacíficas, cuyo objetivo es mejorar la calidad de vida de las personas. Las mismas son:
Producción de radioisótopos
La CNEA provee radioisótopos para su uso en el área de salud, con dos usos fundamentales:
Diagnóstico: Con radioisótopos tales como el Carbono, Iodo y Molibdeno (llamados «trazadores») se puede conocer el funcionamiento de determinados órganos. Los radioisótopos  son administrados al paciente por vía oral o endovenosa, y generan un contraste que permite la obtención de una serie de imágenes mediante una cámara gamma o tomógrafo por emisión de positrones (PET). Estas técnicas están relacionadas con la detección del cáncer en tiroides, hígado, vesícula, intestinos, corazón y pulmón, y tratamientos y cirugías de cardiopatías.
Tratamiento: radiaciones ionizantes son utilizadas para destruir lesiones cancerosas, para ello se expone el tumor a dosis procedentes de fuentes de radiactividad externas (equipos de rayos X, radioterapia con fuente de cobalto-60) o internas (braquiterapia, radioterapia metabólica). Para la fabricación de radioisótopos de uso médico, la CNEA cuenta en el Centro Atómico Ezeiza con un Ciclotrón y con el Reactor RA-3. Además, de dos instalaciones relacionadas: la Planta de Producción de Radioisótopos y la Planta de Producción de Productos de Fisión.
Medicina Nuclear
La CNEA aplica e investiga todo lo concerniente a medicina nuclear a través de la Fundación Escuela de Medicina Nuclear de Mendoza, la Fundación Centro de Diagnóstico Nuclear de la Ciudad de Buenos Aires, el Centro de Medicina Nuclear del Hospital de Clínicas “José de San Martín” y el Centro Oncológico de Medicina Nuclear del Instituto de Oncología “Ángel Roffo”.
Esta disciplina se dedica al diagnóstico y tratamiento de enfermedades empleando pequeñas cantidades de radiofármacos, sustancias que son generadas con tecnología nuclear que se implantan en los órganos, los huesos o los tejidos específicos, permitiendo detectar alteraciones o enfermedades en forma precoz. Este tipo de tratamiento resulta más efectivo que los tradicionales, siendo mínima la cantidad de radiación a la que se expone al paciente, incluso inferior a la recibida por exploraciones radiológicas rutinarias. Tampoco es un tipo de medicina invasiva, ya que no se utilizan técnicas de diagnóstico que requieran cirugías, ni se introducen aparatos en el cuerpo, porque la medicina nuclear se puede administrar en forma de inyección endovenosa, o por vía oral, inhalatoria o intracavitaria.
Servicios de Irradiación 
La CNEA provee servicios esterilización de tejidos para injertos, implantes y productos de uso médico, mediante el uso de radiación gamma. Este método también sirve para descontaminar alimentos y prolongar su vida útil, controlar plagas, restaurar obras de arte, material bibliográfico y para modificar propiedades de materiales.
Planta de irradiación Semi industrial (PISI): Está ubicada en el Centro Atómico Ezeiza. Brinda servicios a escala industrial y preindustrial. Allí se esterilizan tejidos para injertos o implantes, productos de uso médico, farmacéutico, odontológico y veterinario, como también para eliminar microorganismos en alimentos, o para reducir la carga microbiana de envases, alimentos para el consumo humano y animal.
Recuperación de Bienes Culturales: el Laboratorio de Manejo de Artópodos Perjudiciales, ubicado en el Centro Atómico Ezeiza, tiene por objetivo estudiar las consecuencias de las aplicaciones de bajas dosis de radiaciones ionizantes provenientes del Cobalto-60 para preservar sustratos tales como madera, cuero, tela, papel y productos orgánicos de todo tipo que estén sujetos a ser atacados por plagas. La radiodesinfectación es una alternativa efectiva para la lucha contra poblaciones dañinas. El Laboratorio de Manejo de Artrópodos Perjudiciales también ofrece servicios de asesoramiento, irradiación, monitoreo, capacitación, difusión, formación de recursos humanos, organización de campañas sanitarias, evaluación de proyectos y seguimiento de programas.
Irradiación de alimentos: Es un método que mejora sustancialmente la descontaminación y la prolongación de vida útil de los alimentos mediante exposiciones a radiación gamma, con las que se inhibe la brotación de tubérculos y se evita la propagación de enfermedades producidas por microorganismos. Este método evita la introducción de sustancias químicas que modifiquen las características de alimentos, sin dejar residuos. Argentina irradia especias que se introducen como aditivos para otros productos como los chacinados, sólo para el mercado local.
Conservación y Restauración de Papel: La CNEA cuenta con un laboratorio de Conservación Preventiva y Restauración de Documentación dedicado al cuidado y  recuperación de documentos bibliográficos. Este laboratorio también brinda asesoramiento a personas e instituciones. Los métodos utilizados para el control de plagas que puedan afectar el papel son: la esterilización con óxido de etileno, la eliminación de larvas e insectos en estado adulto, por atmósfera de nitrógeno, la desinfección con piretrinas y el radio tratamiento para control de hongos e insectos en todos sus estados artrópodos.
Irradiación de tejidos: El laboratorio de Microbiología y Biotecnología de la CNEA realiza asistencias tecnológicas y participa en distintas líneas de investigación y desarrollo. Para eliminar microorganismos, el laboratorio determina la dosis de radiación a aplicar. Esta práctica se utiliza para descontaminar alimentos, fármacos, hierbas medicinales y cosméticos; y para esterilizar productos utilizados para el cuidado de la salud, tejidos humanos para implantes, implantes dentales y fármacos.
El laboratorio de Microbiología y Biotecnología de la CNEA lleva adelante estudios sobre el efecto de las radiaciones ionizantes sobre distintos productos. Estos estudios comprenden: evaluaciones de la biocompatibilidad (citotoxicidad/genotoxicidad); evaluaciones de los atributos de calidad y funcionalidad de los productos irradiados; detección sobre algunas modificaciones para la identificación de productos que fueron irradiados; e inactivación de insectos peste en productos hortofrutícolas.
Agropecuarias: CNEA cuenta con equipos de investigación y desarrollo de aplicaciones de la tecnología nuclear al ámbito agropecuario. En la actualidad se trabaja en las áreas de apicultura, sanidad y nutrición animal y medio ambiente.
Técnicas analíticas nucleares: Este grupo utiliza Análisis por Activación Neutrónica (AAN) para la caracterización química elemental de materiales. El mismo esta acreditado bajo la norma ISO/IEC 17025, y cuenta con el reconocimiento del Organismo Internacional de Energía Atómica (OIEA) por los estándares de calidad alcanzados en la aplicación de la técnica mencionada.
Algunas de las áreas que abarcan son:
-Estudios ambientales para determinar el grado de contaminación atmosférica, de suelos y de aguas.
-Investigaciones arqueológicas (para la caracterización química elemental de materiales tales como cerámicas, obsidianas y otros líticos).
-Determinación de elementos traza y minoritarios en matrices biológicas y alimentos (plasma, diversos tejidos biológicos, vegetales, alimentos elaborados, entre otros), elementos de interés nutricional, elementos potencialmente asociados a enfermedades en humanos o animales.
-Muestras geológicas
Bioterio: La CNEA emplea diversos métodos de investigación basados en modelos matemáticos, simulación por computadoras y/o sistemas biológicos in vitro con animales. La CNEA cuenta con instalaciones dedicadas a la cría, mantenimiento y utilización de animales de laboratorio en donde, se busca evitar la incomodidad, el sufrimiento físico o el dolor que puedan experimentar. Los animales de laboratorio son considerados reactivos científicos, y periódicamente se efectúan controles de laboratorio (microbiológico y parasitario), y se mantienen los factores ambientales dentro de límites muy estrechos, para cuidar la calidad genética.

### Investigación y desarrollo
La CNEA efectúa investigaciones básicas y aplicadas en energía nuclear y aspectos relacionados, desarrolla tecnologías que transfiere al sector productivo.
Materiales y Procesos: el Departamento de “Ensayos No Destructivos y Estructurales” (ENDE) de CNEA, realiza actividades de diagnóstico, análisis y caracterización de materiales, componentes, sistemas y estructuras de instalaciones de alto compromiso tecnológico para garantizar su operación segura y confiable. Además, entrena y capacita personal en las disciplinas de su competencia, a través de programas académicos acordes a las normas internacionales y la investigación aplicada en métodos no destructivos.
Radiaciones Ionizantes: la CNEA investiga las radiaciones ionizantes y sus aplicaciones, a través de trabajos en radiobiología y radiofarmacia. La llegada del físico alemán Walter Seelmann-Eggebert quien en 1952 se instaló en Buenos Aires, inició la puesta a punto de los primeros métodos de separación y purificación de uranio, y se elaboró un método radioquímico para la determinación de uranio en minerales y de Uranio-235 natural. La incorporación del acelerador Crockroft-Walton en cascada de 1,2 MV, se utilizó para producir neutrones. Con ello empezó la búsqueda de nuevos radioisótopos y la determinación de propiedades nucleares de isótopos ya conocidos. La adquisición de un sincrociclotrón en 1954, reforzó el trabajo de los sectores de producción y aplicaciones de radioisótopos y radiaciones, de radiofarmacia, de reprocesamiento de combustibles nucleares y de calibración de fuentes radiactivas, atendiendo a los requerimientos tecnológicos que se iban presentando.
Física y Química: en la CNEA se realizan investigaciones de ciencia básica y aplicada en física y química, que desarrolla en sus Centros Atómicos, destacándose las colisiones atómicas, física de superficies, fotónica y optoelectrónica, física forense, bajas temperaturas, sistemas complejos, química básica y aplicada al desarrollo tecnológico, entre otras áreas.
Tandar: En el Laboratorio Tandar, se llevan a cabo tareas de investigación básica y aplicada, desarrollo tecnológico y servicios. El Tandar -Tándem Argentino- es un acelerador electroestático de iones pesados de 20 MV, que obtuvo su primer haz de partículas en 1984, convirtiéndolo en ese momento en el segundo más grande del mundo. Este acelerador se utiliza en investigaciones básicas en física nuclear, para el estudio de reacciones nucleares inducidas por núcleos estables débilmente ligados.
Espectroscopía nuclear: Este grupo realiza actividades relacionadas con: la naturaleza y los objetivos que se persiguen, utilizando técnicas espectroscópicas nucleares similares y los haces de iones pesados producidos por el acelerador TANDAR. Se han encarado problemas de las áreas biomédica y medioambiental. Se trabaja en las siguientes líneas: análisis de trazas, microhaz de iones pesados, estudios de factibilidad relacionados con radioterapia; e investigación básica en estructura nuclear.
Colisiones atómicas: La División de Colisiones Atómicas estudia los procesos dinámicos de interacción de iones con la materia y las propiedades electrónicas de dichos materiales, empleando espectroscopías de iones, electrones y fotones, en forma teórica y experimental.
Física de superficies: Este grupo de trabajo estudia, de manera teórica y experimental, las propiedades físico-químicas de superficies de materiales puros, y modificadas mediante la adsorción controlada de otras especies como ser átomos o moléculas, desde muy bajas coberturas hasta la formación de películas delgadas. Los resultados de estos estudios dan información sobre topografía, estructura cristalina, energética y cinética de adsorción, estabilidad térmica de las especies depositadas en la superficie, y competencia entre las interacciones molécula-molécula y molécula-sustrato.
Física Forense: Ubicado en el Centro Atómico Bariloche, la CNEA cuenta con el único Equipo de Física Forense del ámbito público de Argentina. En los últimos años, alcanzó una serie de logros muy significativos, afianzando su creciente colaboración en causas judiciales. Este grupo de profesionales brinda servicios al Poder Judicial, con los métodos de investigación en ciencias aplicadas más modernos, siendo esto una herramienta más para la resolución de causas judiciales.
Sistemas Complejos: El Grupo de Física Estadística e Interdisciplinaria realiza investigación teórica y experimental de sistemas complejos fuera de equilibrio, concentrándose en sistemas físicos, pero aprovechando la universalidad de los fenómenos fuera de equilibrio, además de problemas relacionados con áreas de la ciencia, tales como la química, la biología y los sistemas socioeconómicos, como por ejemplo, análisis de procesos fisicoquímicos, dinámica de poblaciones y mecanismos cognitivos.
Química Básica Orientada: La Unidad de Actividades Químicas realiza actividades que apuntan a la generación de conocimientos nuevos referidos al Desarrollo y Prestaciones de Servicios Especializados.
Química y Servicios Tecnológicos Especializados: La Unidad de Actividades Químicas presta asesoramiento y servicios a empresas como CONUAR, N.A.S.A y DIOXITEK, y a organismos internacionales como la Agencia Brasileño-Argentina de Contabilidad y Control de Materiales Nucleares (ABACC), y al Ente Nacional de Regulación de la Energía (ENRE).
Nanociencias y Nanotecnología: En el Centro Atómico Constituyentes, la CNEA dispone del Laboratorio Sala Limpia para la Micro y Nano Fabricación, y el Departamento de Micro y Nanotecnologías (DMN), desarrolla aplicaciones de películas y materiales nanoestructurados, sobre la base de sus propiedades eléctricas, magnéticas, mecánicas y ópticas, específicamente en aplicaciones nucleares. La nanotecnología define a aquellas ciencias y técnicas que se aplican a escala de nanómetros, es decir, la mil millonésima parte de un metro. Una vez manipulada la materia, a escalas minúsculas, se observan fenómenos y propiedades nuevas. Esto posibilita la creación de materiales, aparatos y sistemas novedosos con propiedades únicas. El departamento cuenta con tres divisiones: Dispositivos Micro Electromecánicos (MEMS), Olfactometría Electrónica y Aplicaciones Biológicas.
Robótica: La CNEA impulsa desarrollos en robótica, al efecto desde el año 2009 incorporó esta tecnología en el Proyecto Carem. La robótica abarca el diseño y construcción de máquinas capaces de desempeñar tareas que requieren del uso de inteligencia o ciertas habilidades físicas, y uno de sus principales objetivos es preservar a las personas de exponerse a situaciones perjudiciales para su salud. En el área nuclear, la robótica se utiliza para desarrollar robots que puedan tomar muestras de gases y líquidos, medir temperaturas, niveles de radiación, transportar cámaras de video para observación remota, y realizar tareas de inspección o mantenimiento dentro de una central de generación eléctrica.
Energía Solar: En el año 1998, la CNEA junto a la CONAE (Comisión Nacional de Actividades Espaciales), iniciaron actividades conjuntas para desarrollar celdas y paneles solares para uso espacial. El Departamento de Energía Solar trabaja e investiga los alcances de la transformación de las radiaciones provenientes del sol. Como primera experiencia, CNEA y CONAE montaron celdas solares a bordo del satélite SAC-A diseñado y construido por INVAP, y entre el 2008 y 2009 se integraron los paneles para la misión espacial SAC-D Aquarius. Actualmente, se trabaja en paneles para el satélite argentino SAOCOM-1A de CONAE. Otra de las líneas de trabajo es en el Proyecto de Interconexión a Red de Energía Solar Urbana Distribuida, junto a la Universidad Nacional de San Martín y las empresas privadas: Aldar S.A, Edenor S.A., Eurotec S.R.L, Q-Max S.R.L y Tyco S.A. En el Centro Atómico Constituyentes funciona el área limpia del Departamento de Energía Solar, que alcanza los requerimientos de calidad diseñados por la Agencia Espacial de Estados Unidos (NASA).
Tecnología de aceleradores: En el Centro Atómico Constituyentes, la Subgerencia Tecnología y Aplicaciones de Aceleradores se dedica al desarrollo tecnológico de aceleradores de iones, dispositivos asociados, y múltiples aplicaciones. Los objetivos de esta subgerencia son: impulsar el desarrollo local de investigación, desarrollo y servicios especializados vinculados a las aplicaciones de aceleradores a problemas biomédicos, nucleares, mediambientales, micro y nano tecnológicos, desarrollo de nuevos materiales, entre otras áreas de interés de la CNEA.

## Seguridad y Medioambiente
CNEA lleva a cabo sus actividades con materiales nucleares, cumpliendo con las regulaciones nacionales aplicable y prácticas internacionales para el cuidado del medioambiente y para mitigar el impacto de su uso sobre las personas y el medioambiente. CNEA cuenta con distintas áreas que se dedican al cuidado específico del medioambiente, que comprenden:
Calidad: la Gerencia de Calidad realiza auditorías y evaluaciones en las distintas unidades, y también programas de entrenamiento y capacitación para la formación de recursos humanos en calidad. Además, esta Gerencia se encarga de la difusión de los valores y políticas de calidad, y brinda asesoría técnica en temas del área para sectores de la industria nuclear y no nuclear. Su marco normativo incluye: la Ley N.º 24.804, la Ley N.º 25.018 y el Decreto N.º 1.390/98.
Ambiente: CNEA aplica una política ambiental en todos sus proyectos, con el objetivo de preservar el medioambiente.  Para ello realiza tareas de monitoreo, control y prevención de la contaminación ambiental. A nivel internacional, CNEA participa en proyectos ambientales tales como el Programa Iberoamericano de Ciencia y Tecnología para el Desarrollo (CYTED), el Proyecto Iberoarsen y Agua Para todos (OEA), y el programa de Inventarios Nacionales de Gases Efecto Invernadero del International Panel on Climate Change (IPCC), establecido por la World Meteorological Organization y el United Nations Environment Program.
Seguridad Nuclear y Radiológica: Un eje central de la aplicación de la tecnología nuclear es garanatizar la protección de los trabajadores y de la población en general de los efectos de las radiaciones ionizantes, mediante el diseño y operación segura de las instalaciones nucleares y radiactivas, como de toda práctica que involucre el uso de este tipo de radiaciones. Para esto, en los proyectos de CNEA se implementan medidas de prevención, protección y mitigación de incidentes.
Programa Nacional de Gestión de Residuos Radiactivos (PNGRR): La CNEA tiene a su cargo la gestión de residuos radiactivos en todo el territorio nacional. En el año 2003 y en cumplimiento con la Ley 25.018, la CNEA creó el Programa Nacional de Gestión de Residuos Radiactivos (PNGRR) para la gestión de los residuos generados por la actividad nuclear en la Argentina, con el objetivo de confinarlos y aislarlos por un periodo de tiempo y en condiciones tales que cualquier liberación de los radionúclidos contenidos en ellos no sea un riesgo radiológico.
Programa para la Restitución Ambiental de la Minería del Uranio (PRAMU): En los lugares en los que haya habido actividad de la minería del uranio, CNEA trabaja en la remediación ambiental, gestionando los pasivos ambientales de la minería del uranio. Las minas y plantas de uranio inactivas que existen en Argentina, serán restituidas para que tengan un impacto mínimo, sean seguras y sustentables al medio ambiente, con el objetivo de armonizar los espacios a su paisaje natural. EL PRAMU trabaja en la remediación ambiental de la instalación en Malargüe, Mendoza (donde se produjeron 752 toneladas de uranio en forma de pasta –yellow cake-), la ciudad capital de Córdoba y la localidad de Los Gigantes de esa provincia, Tonco en Salta, Pichiñan en Chubut, La Estela en San Luis, Los Colorados en La Rioja y Huemul en Mendoza.

## Proyectos
CNEA está al frente de los siguientes proyectos:
- RA-10: reactor multipropósito en etapa de construcción (2017). Sus funciones son: a) producir radioisótopos destinados al diagnóstico y tratamiento de dolencias; b) estudiar los efectos de la radiación sobre materiales y  combustibles para centrales nucleoeléctricas; y c) proveer haces de neutrones para realizar investigaciones de materiales mediante técnicas de difracción de neutrones. CNEA ha contratado a la empresa INVAP para realizar el diseño del RA-10, y la provisión, instalación y puesta en marcha de los sistemas y componentes que conforman el RA-10.

- Participación en Extensión de Vida Embalse: El proyecto es ejecutado por la empresa Nucleoeléctrica Argentina S.A. designada mediante la Ley Nº26566, del 2009, para llevar a cabo la prolongación de la vida útil de la Central Nuclear Embalse, por 25 años. Para este proyecto CNEA desarrolló e implementó la tecnología para la fabricación de los tubos de presión.

- Enriquecimiento de uranio: En la provincia de Río Negro, se encuentra el Complejo Tecnológico Pilcaniyeu, diseñado y fabricado por INVAP, en el paraje Pichileufú Arriba, en donde se producirá el combustible utilizado para las centrales argentinas que utilicen tecnología PWR. El proyecto Pilcaniyeu utilizará el método de difusión gaseosa para el enriquecimiento de uranio, aumentando la concentración de U235 respecto de su porcentual en la naturaleza.

- Proyecto Carem: Será la primera central nuclear de potencia íntegramente diseñada y construida en Argentina, y estará ubicada en la localidad de Lima, Buenos Aires. Su construcción comenzó el 8 de febrero de 2014, y generará una potencia de 25MW, y su concepción cumple con las regulaciones de seguridad según determina la Autoridad Regulatoria Nuclear. Reactores de este tipo[24] servirán para abastecer zonas alejadas de grandes centros urbanos o polos fabriles con alto consumo de energía. Además, sirven para la desalinización o provisión de vapor para usos industriales.

## Infraestructura
La CNEA cuenta con una Sede Central, tres Centros Atómicos -Bariloche, Constituyentes y Ezeiza-, el Complejo Tecnológico Pilcaniyeu y el Complejo Minero Fabril San Rafael. Dispone, además, de cuatro Delegaciones Regionales: Centro, Cuyo, Noroeste y Patagonia.
Sede Central: situada en la Ciudad Autónoma de Buenos Aires, es sede de la Presidencia de la CNEA, y el centro administrativo de la Institución.
Centro Atómico Bariloche (CAB): ubicado en la ciudad de San Carlos de Bariloche, está dedicado a las áreas de física e ingeniería   nuclear. Allí se encuentran emplazados laboratorios, una biblioteca especializada, talleres y centros de investigación. También se encuentra en el CAB el Instituto Balseiro, uno de los institutos académicos más prestigiosos de la región, en el que se dictan carreras de grado (Licenciatura en Física, Ingeniería Nuclear, Ingeniería Mecánica e Ingeniería en Telecomunicaciones), maestrías y doctorados.
Centro Atómico Constituyentes (CAC): está ubicado en la convergencia de las avenidas General Paz y Constituyentes del partido bonaerense de San Martín. Allí se encuentra el primer reactor nuclear del Hemisferio Sur, el acelerador de iones pesados TANDAR y diversos laboratorios dedicados a la fabricación de elementos combustibles para reactores de investigación, y laboratorios de  nanotecnología y energía solar. En el ámbito del CAC funciona el Instituto Sabato. Creado en 1993 por la CNEA y la Universidad Nacional de San Martín, forma especialistas de grado y posgrado en ciencia de materiales.
Centro Atómico Ezeiza (CAE): está ubicado a 33 kilómetros de la Ciudad de Buenos Aires, en la localidad de Ezeiza.
Entre sus instalaciones se destacan: Centro de Espectrometría de Masas con Acelerador; Reactor de producción de radioisótopos RA-3, y dependencias asociadas; Planta de Irradiación Semi Industrial; Combustibles Nucleares Argentinos S.A.; Fábrica de Aleaciones Especiales s.a.; Área de Gestión de Residuos Radiactivos; Laboratorio de Ensayos de Alta Presión; Instituto de Tecnología Nuclear "Dan Beninson".
Allí se realizan tareas de investigación y desarrollo científico-tecnológico, aplicaciones metrológicas, industriales, agropecuarias y radiofarmacéuticas. Además, se complementan con la formación de profesionales de grado y posgrado, técnicos y especialistas en disciplinas tales como Radioquímica, Reactores Nucleares y Seguridad Radiológica.
Delegaciones Regionales: Tienen por misión efectuar la prospección y exploración de los recursos minerales de interés nuclear, en particular los uraníferos, en el área jurisdiccional de cada una.
Regional Centro: Ubicada en la ciudad de Córdoba, tiene jurisdicción sobre las provincias de Córdoba, La Rioja y Santiago del Estero. En su predio, se encuentra instalada la planta de producción de dióxido de uranio de la empresa asociada DIOXITEK S. A..
Regional Cuyo: Con sede en la ciudad de Mendoza y jurisdicción sobre las provincias de Mendoza, San Juan, San Luis, La Pampa y Neuquén.
Regional Noroeste: Con sede en la ciudad de Salta y jurisdicción sobre las provincias de Catamarca, Jujuy, Salta y Tucumán.
Regional Patagonia: Con sede en la ciudad de Trelew y jurisdicción sobre las provincias de Chubut, Río Negro, Santa Cruz y Tierra del Fuego.

## Formación Profesional
CNEA tiene acuerdos con universidades argentinas mediante los cuales se crearon tres institutos de nivel universitario localizados en los centros atómicos de CNEA. Estos son:
Instituto Balseiro: (Centro Atómico Bariloche): Inaugurado en 1955, esta institución depende de la Universidad Nacional de Cuyo para el desarrollo de los Doctorados y las Licenciaturas en Física e Ingeniería Nuclear.
Instituto de Tecnología Prof. Jorge A. Sabato: (Centro Atómico Constituyentes): Creado en 1993 junto a la Universidad Nacional de San Martín, allí se dictan carreras relacionadas con las Ciencias en los Materiales.
Instituto de Tecnología Dr. Dan Beninson: (Centro Atómico Ezeiza): También con la Universidad Nacional de San Martín, en 2006 se crea esta institución en la que se pueden aprender Maestrías en Reactores Nucleares y Radioquímica.
En cuanto a medicina nuclear, CNEA capacita recursos humanos mediante cursos y residencias de Física Médica en la Fundación Escuela de Medicina Nuclear (FUESMEN), en colaboración con el Instituto Balseiro, la Fundación Centro de Diagnóstico Nuclear (FCDN) y los servicios de medicina nuclear de centros hospitalarios públicos que cuentan con el apoyo de CNEA y la colaboración del Instituto Dan Beninson.

## Empresas y organismos
Varias empresas e instituciones que conforman el sector nuclear, crecieron gracias al impulso de CNEA. Estas empresas son: 
- Combustibles Nucleares Argentinos S.A. (CONUAR Archivado el 23 de enero de 2015 en Wayback Machine.): fabricante de elementos combustibles para reactores de potencia experimentales;
- Fábrica de Aleaciones Espaciales S.A. (FAE): fabricante de tubos y semiterminados de zircaloy;
- INVAP: diseñadora y constructora de reactores e instalaciones nucleares;
- Empresa Neuquina de Servicios de Ingeniería S.E. (ENSI): productora de agua pesada;
- DIOXITEK: productora de dióxino de uranio y fabricante de fuentes de irradiación para uso médico e industrial;
- Polo Tecnológico Constituyentes S.A. (PTC): prestadora de servicios tecnológicos;
- Fundación Escuela de Medicina Nuclear (FUESMEN): se centra en la aplicación de técnicas nucleares para diagnóstico y terapia;
- Fundación Centro Diagnóstico Nuclear (FCDN): dedicada al radiodiagnóstico;
- Instituto de Energía y Desarrollo Sustentable (IEDS): se encarga de la investigación y el desarrollo de energías en general y también del desarrollo sustentable;
- Centro Internacional de Ciencias de la Tierra (ICES): estudia e investiga las ciencias de la tierra;
- Laboratorio Internacional Asociado en Nanociencias: se encarga de la investigación y el desarrollo de las nanociencias y nanotecnologías;
- Instituto de Tecnologías en Detección y Astropartículas (ITeDA): tecnologías asociadas con las ciencias del universo y las astropartículas.